# IU (cantante)
IU (아이유?, AiyuLR, AiyuMR), pseudonimo di Lee Ji-eun (이지은?, 李知恩?, I Ji-eunLR, Yi Chi-ŭnMR; Seul, 16 maggio 1993), è una cantautrice e attrice sudcoreana.
Firmò nel 2007 con LOEN Entertainment e iniziò la propria carriera di cantante all'età di 15 anni pubblicando l'extended play Lost and Found, raggiungendo il successo a livello nazionale nel 2010 con la canzone Good Day (좋은 날).
Con il successo nel 2011 del singolo Real+ e dell'album Last Fantasy, IU si affermò nelle classifiche del proprio paese d'origine e cementò ulteriormente la propria immagine di ragazza della porta accanto come "sorellina" della Corea, restando ai vertici delle classifiche anche negli anni successivi, pur deviando verso un concetto più maturo. Il 2011 la vide anche intraprendere la composizione musicale con il brano Hold My Hand per la colonna sonora di Choego-ui sarang, strada che proseguì nel corso della propria carriera fino a essere accreditata come sola autrice dei testi e produttrice dell'extended play Chat-Shire nel 2015.
IU ha pubblicato quattro album in studio e nove extended play, aggiudicandosi tre album e 16 singoli al primo posto nelle classifiche Gaon. Essendo una dei solisti più venduti dell'industria k-pop, dominata da gruppi maschili e femminili, è stata inclusa nella lista delle 40 celebrità più potenti della Corea, stilata dalla rivista Forbes ogni anno, fin dal 2012, quando si classificò terza. Billboard ha invece riconosciuto IU come la leader di tutti i tempi della propria classifica Korea K-Pop Hot 100, avendo il maggior numero di canzoni arrivate al primo posto ed essendo l'artista che ha mantenuto la prima posizione per il maggior numero di settimane.
Oltre alla carriera musicale, IU ha anche presentato spettacoli radiofonici e televisivi, e si è dedicata alla recitazione.

## Biografia
IU nacque con il nome Lee Ji-eun il 16 maggio 1993 in Corea del Sud. In giovane età, iniziò a interessarsi a una carriera nello spettacolo e cominciò a frequentare lezioni di recitazione. Finite le elementari, la situazione finanziaria della sua famiglia si deteriorò e si trasferì a Uijeongbu. Lei e il fratello minore vissero separati dai genitori in un monolocale con la nonna e i cugini per più di un anno in condizioni di grande povertà; in questo periodo, IU ebbe pochi contatti con i genitori.
Durante le scuole medie, IU scoprì la passione per il canto e decise di diventare una cantante dopo aver provato piacere nel ricevere gli applausi del pubblico al termine di un'esibizione a una gara scolastica. Iniziò a presentarsi a delle audizioni, ma fu respinta a tutte e venti, finendo anche truffata da finte agenzie di spettacolo; riuscì poi a entrare alla Good Entertainment dove si preparò con Uee, Yubin, Ga-yoon e Hyoseong. Dopo aver firmato con LOEN Entertainment nel 2007, si trasferì a Bangbae-dong, Seul. Nonostante pensasse che sarebbe stata inserita in un gruppo femminile dopo tre o quattro anni di preparazione, debuttò dopo dieci mesi come solista nel 2008. A causa delle sue condizioni di vita allora, IU affermò di "amare stare allo studio", dove poteva mangiare quanto volesse e aveva un posto per dormire. Prima del suo debutto, LOEN coniò il suo nome d'arte "IU", che deriva dall'espressione "I and You" (io e te), a simboleggiare la capacità della musica di unire le persone.
La sua carriera in rapida ascesa portò a una maggiore assenza dalle lezioni scolastiche e a un calo dei voti. Dopo essersi diplomata al liceo femminile Dongduk nel 2011, IU decise di non proseguire con l'università, ma di concentrarsi solo sul canto.

## Carriera

### 2008-2009: inizi di carriera

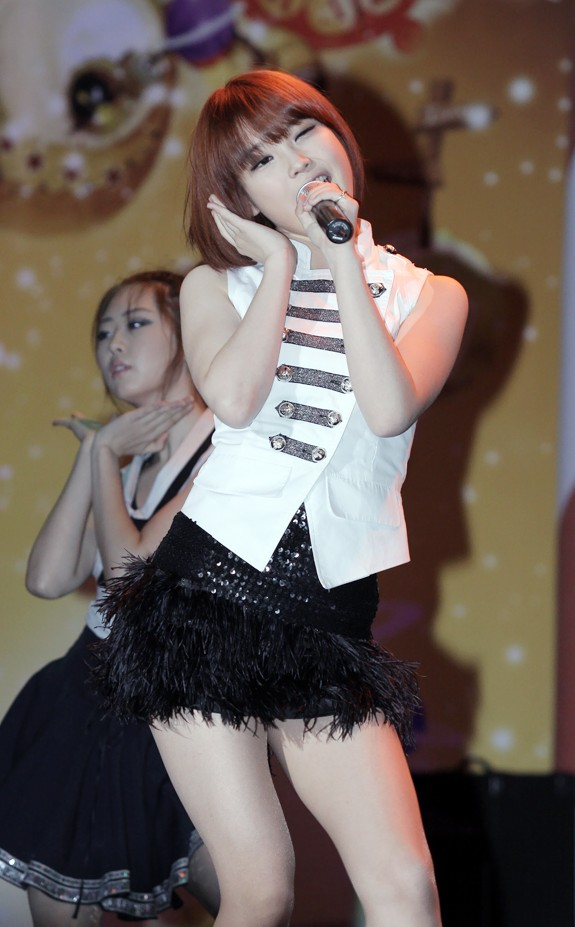
IU si esibisce con "Boo" il 29 ottobre 2009.

Dopo essersi allenata per 10 mesi, IU pubblicò il brano Lost Child (미아), che eseguì live per la prima volta al programma musicale M! Countdown il 18 settembre 2008, segnando così il suo debutto come cantante professionista: pur essendo stata insultata dal pubblico durante la performance ed essersi sentita scoraggiata, in seguito dichiarò che l'esperienza le fu utile. Lost Child fu il brano di traino del suo primo extended play, Lost and Found, che fu pubblicato il 24 settembre 2008. Prodotto da Choi Gap-won e Lee Jong-hoon, l'EP e le performance vocali della cantante ricevettero in generale opinioni positive, e il Ministero della Cultura, dello Sport e del Turismo della Corea del Sud conferì ad IU il premio "Esordiente del mese" a novembre 2008. Tuttavia, l'EP non fu un successo commerciale; durante un'intervista nel 2011, IU disse "Il mio primo album fu un fallimento, ma sono grata per questo. Se avessi avuto successo appena debuttato, non avrei apprezzato i membri del mio staff e la popolarità di cui godo ora".
Il 23 aprile 2009, IU lanciò, con il brano Boo, il suo primo album in studio Growing Up, iniziando le promozioni il giorno seguente al programma di KBS2 Music Bank. La canzone fu notata per lo stile musicale in netto contrasto rispetto a Lost Child, che fu descritta come una ballata "oscura" e "pesante" a confronto del "suono rétro" in stile anni Ottanta di Boo. Considerata una mossa "strategica", la coreografia, gli abiti di scena e la pettinatura furono usati per enfatizzare la giovinezza della cantante e dare un'immagine "tenera e carina". Nonostante la risposta favorevole da parte del pubblico, IU, che allora aveva quindici anni, ammise che quell'immagine la faceva sentire a disagio. Insieme a numerose canzoni di Lost and Found, anche You Know (있잖 아) fu inserita in Growing Up; un nuovo arrangiamento rock della canzone fu pubblicato come singolo successivo a Boo.
Verso la fine del 2009, IU pubblicò un secondo EP, intitolato IU...IM, che iniziò a promuovere con il brano Marshmallow (마쉬멜로우) il 13 novembre 2009 durante i principali programmi televisivi musicali del paese. La canzone fu definita "melensa" e con uno stile "ibrido tra il rock'n'roll degli anni Sessanta e il pop francese". Le esibizioni furono ben ricevute e, come già successo per Boo, definite "tenere e carine"; IU, tuttavia, durante un episodio del 2013 del programma Happy Together, dichiarò che non le piaceva indossare i vestiti da ragazzina e l'acconciatura scelti per le promozioni della canzone.
Nel corso del 2009, la cantante prese parte alle colonne sonore di due serial della rete televisiva MBC, 2009 oe-in-gudan (2009 외인구단) e Seondeok yeo-wang (선덕여왕); collaborò anche con artisti come Mighty Mouth e The Three Views per i loro album. Con il crescere della sua popolarità, IU comparve più spesso nei varietà, esibendosi a Star Golden Bell, Kim Jung-eun-ui chocolate e Yoo Hee-yeol-ui sketchbook. Le sue cover acustiche dei brani di altri cantanti, come Gee delle Girls' Generation, Sorry, Sorry dei Super Junior e "Lies" (거짓말) dei Big Bang, cantate durante questi live, attirarono enorme attenzione online. Alla fine dell'anno, diventò presentatrice televisiva di un programma musicale di classifiche per Gom TV, apparendo come ospite fissa in diversi programmi radiofonici quali Kiss the Radio, Volume-eul nop-yeo-yo, Byeor-i binnaneun bam-e di MBC Pyojun FM e Best Friend Radio di MBC FM4U.

### 2010-2011: popolarità crescente e debutto come attrice
Il 3 giugno 2010, IU pubblicò "Nagging" (잔소리), un duetto registrato con Seulong dei 2AM. Il singolo debuttò alla posizione 12 della Gaon Digital Chart e raggiunse la prima posizione la settimana seguente, dove rimase per tre settimane. Scritto da Kim Eana e composto da Lee Min-soo, il duetto di genere pop ballata fu usato come colonna sonora della seconda stagione del varietà Uri gyeolhonhaess-eo-yo. La canzone fu anche popolare nei programmi musicali: vinse il premio Mutizen a Inkigayo e arrivò prima a Music Bank. Poco dopo, IU pubblicò "Because I'm a Woman" (여자라서), una delle canzoni della colonna sonora del serial di MBC Road No. 1 (로드 넘버원), che raggiunse il sesto posto nella Gaon Digital Chart. Una successiva collaborazione di IU con Sung Si-kyung in "It's You" (그대네요) per l'album di lui The First debuttò al primo posto della Gaon Digital Chart.
Il terzo EP della cantante, Real, fu pubblicato il 9 dicembre 2010; prodotto da Jo Yeong-cheol e Choi Gap-won, debuttò al quarto posto nella Gaon Album Chart. Il brano di traino, "Good Day" (좋은 날), riunì IU con la paroliera Kim Eana e il compositore Lee Min-soo, con i quali avrebbe lavorato ancora per le canzoni principali dei due album seguenti. La canzone uptempo, come spiegò Kim Eana, parla di "una ragazza timida che si sente nervosa nell'esprimere i propri sentimenti al ragazzo che le piace". Durante il periodo di promozione dell'extended play, IU raggiunse anche la vetta delle classifiche dei programmi M! Countdown, Music Bank e Inkigayo. Sia Kim Eana, sia Lee Min-soo considerarono come principali fattori del successo della canzone l'uso nel ritornello della parola "oppa", termine affettuoso usato dalle ragazze per rivolgersi a un ragazzo più grande, e le tre note alte che IU canta in incrementi di semitono nel culmine del brano. Oltre a ricevere delle lodi per le sue capacità vocali, la cantante vide anche i propri fan espandersi in un pubblico più vario rispetto a quello di altri gruppi k-pop.
Per mantenere visibilità pubblica, IU si unì al cast del varietà Yeong-unghogeol (영웅호걸, Heroes), che andò in onda dal 18 luglio 2010 al 1º maggio 2011. Poco dopo, ottenne un ruolo nel teen drama Dream High (드림하이), le cui riprese ebbero luogo da dicembre 2010 a febbraio 2011, periodo durante il quale restò impegnata con Yeong-unghogeol e le promozioni per Good Day. Nel suo primo ruolo d'attrice, IU interpretò Kim Pil-sook, una studentessa timida e in sovrappeso che sogna di diventare una cantante professionista. Ammettendo di aver avuto dei dubbi circa il suo grado di preparazione per intraprendere la recitazione, IU sottolineò in un'intervista che acquisì fiducia nell'apprendere che il ruolo avrebbe richiesto di cantare, e descrisse in seguito l'esperienza come incredibilmente piacevole. Per la colonna sonora della serie cantò "Someday", che raggiunse la prima posizione nella Gaon Digital Chart nella settimana dal 30 gennaio al 5 febbraio 2011. Per la fine del 2011, il singolo aveva venduto 2.209.924 copie digitali ed è uno dei brani per una colonna sonora più venduti di IU.
Un seguito di Real fu pubblicato il 16 febbraio 2011 con il titolo Real+, contenente tre canzoni. Il brano principale, Only I Didn't Know (나만 몰랐던 이야기), fu composto dal cantautore Yoon Sang, mentre Kim Eana ne realizzò il testo. Yoon Sang scrisse la canzone per IU dopo aver visto una sua momentanea espressione triste durante una trasmissione televisiva. Il tono della ballata era una deviazione dalle uscite più recenti della cantante, che descrisse il brano con i termini "oscuro", "triste" eppure "nostalgico". La canzone ebbe buoni risultati commerciali e debuttò al primo posto della Gaon Digital Chart.

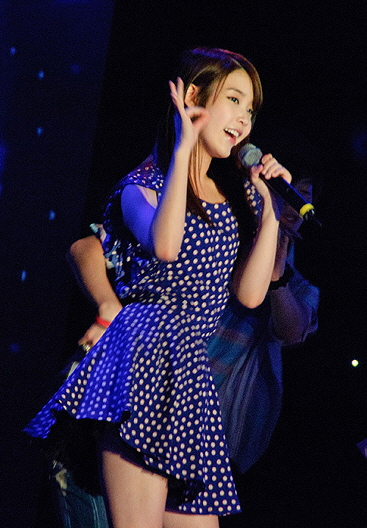
IU all'evento di lancio in Corea del Sud di Disney Channel e Disney Junior il 29 giugno 2011.

IU prese parte a diversi altri progetti dopo la fine di Dream High. Il 10 marzo 2011 aprì il primo concerto a Seul della cantautrice britannica Corinne Bailey Rae e si unì a lei durante "Put Your Records On". Bailey Rae, che IU indicò come suo modello, dichiarò "è incredibile che la sua voce sia così espressiva nonostante sia giovane". Lo stesso mese, IU fu scelta come co-presentatrice di Inkigayo, posizione che ricoprì fino a luglio 2013, e prese parte ai video di due brani per l'EP di K.Will My Heart Beating insieme a Lee Joon e No Min-woo. A maggio 2011, registrò la prima canzone da lei scritta, "Hold My Hand" (내 손을 잡아), per il serial romantico Choego-ui sarang (최고의 사랑). Essendo la prima volta che scriveva una canzone non per sé, ma su ordine dei produttori, trovò l'esperienza difficile dovendosi adattare al tono allegro del serial. Il brano raggiunse la seconda posizione della Gaon Digital Chart e vendette 2.031.787 copie digitali nel 2011. Tra maggio e luglio 2011, la cantante prese parte alla competizione televisiva sul ghiaccio Kim Yu-na-ui Kiss & Cry, dalla quale fu eliminata all'ottavo episodio. Nello stesso periodo, partecipò anche a Bulhu-ui myeong-gok - Jeonsar-eul noraehada (불후의 명곡: 전설을 노래하다, Immortal Song: Singing the Legend), ma si ritirò dopo aver registrato un solo episodio a causa dei troppi impegni. Parlando delle sue attività ad ampio raggio nell'intrattenimento, IU sottolineò che, pur essendo difficili sia il canto, sia la recitazione, sia i varietà, trovava questi ultimi i più stancanti.
Il secondo album in studio della cantante, Last Fantasy, fu pubblicato il 29 novembre 2011 in due edizioni, una regolare e una speciale, della quale furono prodotte solo 15.000 copie. A proposito dell'album nel suo complesso, il giornale Korea JoongAng Daily disse che "soddisfa tutti i tipi di gusti musicali e di fan", mentre Billboard notò la "sensazione cinematografica" impostata già dalla traccia di apertura Secret (비밀). Prodotto da Jo Yeong-cheol, con il quale IU aveva già lavorato per Real, Last Fantasy contiene collaborazioni con il cantautore Yoon Sang, Lee Juck e Ra.D. Il numero totale dei download digitali delle tracce dell'album superò i dieci milioni nelle prime due settimane. Otto delle tredici canzoni debuttarono nelle prime dieci posizioni della Gaon Digital Chart, mentre l'album entrò al primo posto nella Gaon Album Chart. Il brano principale, You and I (너랑 나), si tramutò nel singolo di IU con il maggior successo commerciale, con quasi 5,5 milioni di copie digitali vendute alla fine del 2012. Al momento dell'uscita, si classificò primo nella Gaon Chart e nella Billboard Korea K-Pop Hot 100, che era appena stata istituita.
Poco dopo l'uscita di Last Fantasy, IU firmò con EMI Music Japan per entrare nel mercato giapponese. Una selezione delle sue canzoni già pubblicate fu raccolta in un extended play dal titolo I□U, che uscì in Giappone il 14 dicembre 2011.

### 2012: debutto in Giappone e primo tour di concerti

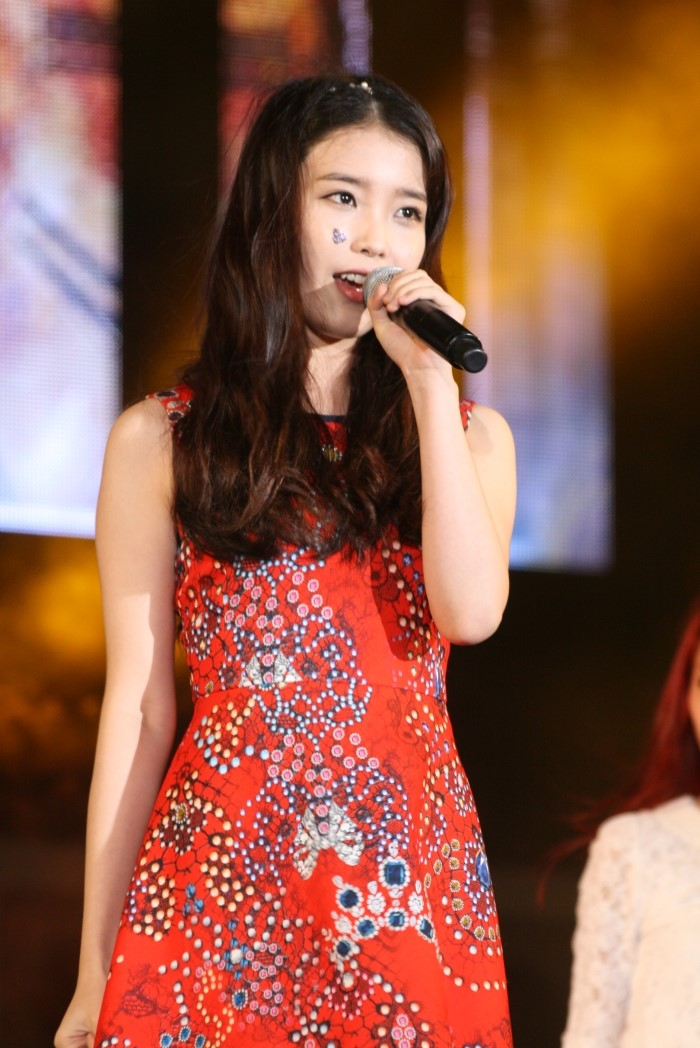
IU si esibisce all'Expo Pop Festival il 3 luglio 2012.

Mentre le promozioni per Last Fantasy e il suo singolo principale You and I continuarono in Corea del Sud anche nel 2012, IU iniziò a preparare il proprio debutto in Giappone tenendo, il 24 gennaio, due spettacoli alla Bunkamura Orchard Hall di Shibuya, Tokyo, davanti a un pubblico di circa 4.000 persone. Eseguì sei canzoni, incluse Lost Child e la versione giapponese di Good Day, accompagnata da un'orchestra live o dalla propria chitarra acustica. Dopo il concerto, Good Day e You and I furono tradotte in giapponese e pubblicate come singoli nel paese con un successo moderato. Secondo la classifica giapponese Oricon Singles Chart, l'album singolo Good Day vendette 21.000 copie fisiche nella prima settimana, debuttando in classifica alla sesta posizione; nella Billboard Japan Hot 100, il brano arrivò invece quinto. You and I raggiunse la quarta posizione nella Oricon Singles Chart e l'undicesima nella Billboard Japan Hot 100. A sostegno della pubblicazione dei due singoli, IU girò cinque città, Tokyo, Sapporo, Nagoya, Osaka e Fukuoka, con una breve serie di concerti intitolata "IU Friendship Showcase - Spring 2012".
IU intraprese il suo primo tour di concerti da solista, dal titolo "Real Fantasy", a giugno 2012, durante il quale si esibì in sei diverse città della Corea del Sud, cominciando con due spettacoli a Seul. I biglietti per le funzioni d'apertura del 2 e 3 giugno, messi in vendita il 17 aprile, furono esauriti in trenta minuti. Ad acquistare il 43,8% dei biglietti furono persone tra i 20 e i 29 anni, e il 71% era composto da uomini, cosa considerata inusuale per un concerto k-pop. Il tour continuò a Ulsan, Jeonju, Suwon, Pusan e Taegu, e si concluse a Seul il 23 settembre 2012. Ra.D, Seulong e Lee Seung-gi furono tra gli artisti ospiti.
A causa dell'impegno volto a prepararsi per il tour, IU non riuscì a fare apparizioni televisive per promuovere il nuovo extended play coreano Spring of a Twenty Year Old (스무 살의 봄) che era uscito l'11 maggio 2012. La traccia principale "Peach" (복숭아) fu composta da lei stessa e raggiunse il secondo posto nella Gaon Digital Chart e il terzo nella Billboard K-pop Hot 100. Il secondo singolo estratto dall'album fu Every End of the Day (하루 끝), che rimase alla prima posizione della Gaon Digital Chart per due settimane e al primo della Billboard K-pop Hot 100 per quattro. Invece del video musicale da 4-5 minuti che di solito accompagna l'uscita di un singolo, fu girato a Venezia e Burano un film musicale in stile documentario della durata di 26 minuti.
IU tornò in Giappone il 17 settembre 2012 per lo spettacolo "IU Friendship Special Concert - Autumn 2012" al Tokyo International Forum, dove si esibì davanti a una folla di 5.000 persone. Con le Sunny Hill come ospiti, IU eseguì sia le sue canzoni, sia delle cover di brani coreani e giapponesi, come "Juliette" degli SHINee, Friend di Anzen Chitai e Aishiteru dalla serie anime Natsume degli spiriti. Le registrazioni dal vivo di questi ultimi due furono poi pubblicate come singolo digitale promozionale. Verso la fine del tour "Real Fantasy" e delle promozioni in Giappone, IU tornò a presentare Inkigayo dopo una pausa di tre mesi presa per occuparsi del concerto. Diventò anche la presentatrice del quiz televisivo di MBC Choegang-yeonseung quiz Q (최강연승 퀴즈쇼 Q, Quiz Show Q) insieme a Park Myeong-su e Sun Bom-soo. Il 29 dicembre presentò l'edizione del 2012 del programma musicale annuale SBS Gayo Daejeon insieme a Suzy e all'attore Jung Gyu-woon. Fu scelta dal produttore del programma per le sue doti di maestro di cerimonie dimostrate a Inkigayo.
Per i suoi successi nel corso dell'anno, IU vinse due premi ai Seoul Music Award; Last Fantasy fu nominato "Album dell'anno", mentre la cantante fu tra i dieci che ricevettero il premio Bonsang. Ai Korean Music Awards, "Good Day" fu nominata "Canzone dell'anno" e "Miglior canzone pop", mentre IU fu scelta dagli internauti come "Cantante donna dell'anno". La rivista Billboard la indicò invece tra i musicisti sotto i 21 anni più in voga del 2012 per "il fascino unico e i successi innegabili [che] l'hanno trasformata in un'autentica superstar".

### 2013: primi ruoli importanti eModern Times
IU iniziò il 2013 ottenendo il suo primo ruolo televisivo da protagonista nel serial Choegoda Lee Soon-shin (최고다 이순신), che andò in onda nel fine settimana per 50 episodi dal 9 marzo al 25 agosto su KBS2. Il suo personaggio, Lee Soon-shin, fu descritto come "una perdente apparentemente nella media in ogni cosa eccetto la sua personalità audace e brillante, che l'aiuta a superare le difficoltà". Nonostante la preoccupazione di assegnare la parte a una persona conosciuta più come cantante, il regista Yoon Sung-sik decise di scegliere IU dopo averla vista recitare in Dream High e aver pensato che si adattasse all'immagine che aveva in mente per il personaggio. I colleghi sul set Go Doo-shim e Lee Ji-hoon, come anche la squadra di produzione, lodarono la sua prestazione, soprattutto nelle scene emotive. Con il progredire della serie, la recitazione di IU ottenne critiche positive nonostante le prime riserve, lo share raggiunse una punta del 30,8%, e fu nominata per il "premio all'eccellenza nella recitazione - Miglior attrice in un drama seriale" ai KBS Drama Awards del 2013. Per il drama, insieme al protagonista maschile Jo Jung-suk, cantò il brano da lei scritto "Beautiful Song" 예쁘다송, che non fu incluso nella colonna sonora.
Nello stesso periodo, IU pubblicò il secondo extended play giapponese, Can You Hear Me?, contenente le sue prime canzoni cantate in giapponese. Le tracce Beautiful Dancer e New World uscirono come singoli raggiungendo rispettivamente le posizioni 66 e 76 nella Billboard Japan Hot 100, molto più in basso in confronto alle versioni tradotte in giapponese di Good Day e You and I, che erano entrate nella top 10. Rolling Stone Japan recensì positivamente il disco, mettendo in luce soprattutto Beautiful Dancer e Truth. In un'intervista con Oricon, IU ricordò quanto fosse stata commossa e sconvolta nel ricevere quei due brani dai produttori R&B Jimmy Jam e Terry Lewis. Il suo successivo singolo giapponese, Monday Afternoon, fu pubblicato l'11 settembre 2013 e debuttò alla posizione 27 della Billboard Japan Hot 100 e alla 9 della Oricon Daily Chart.

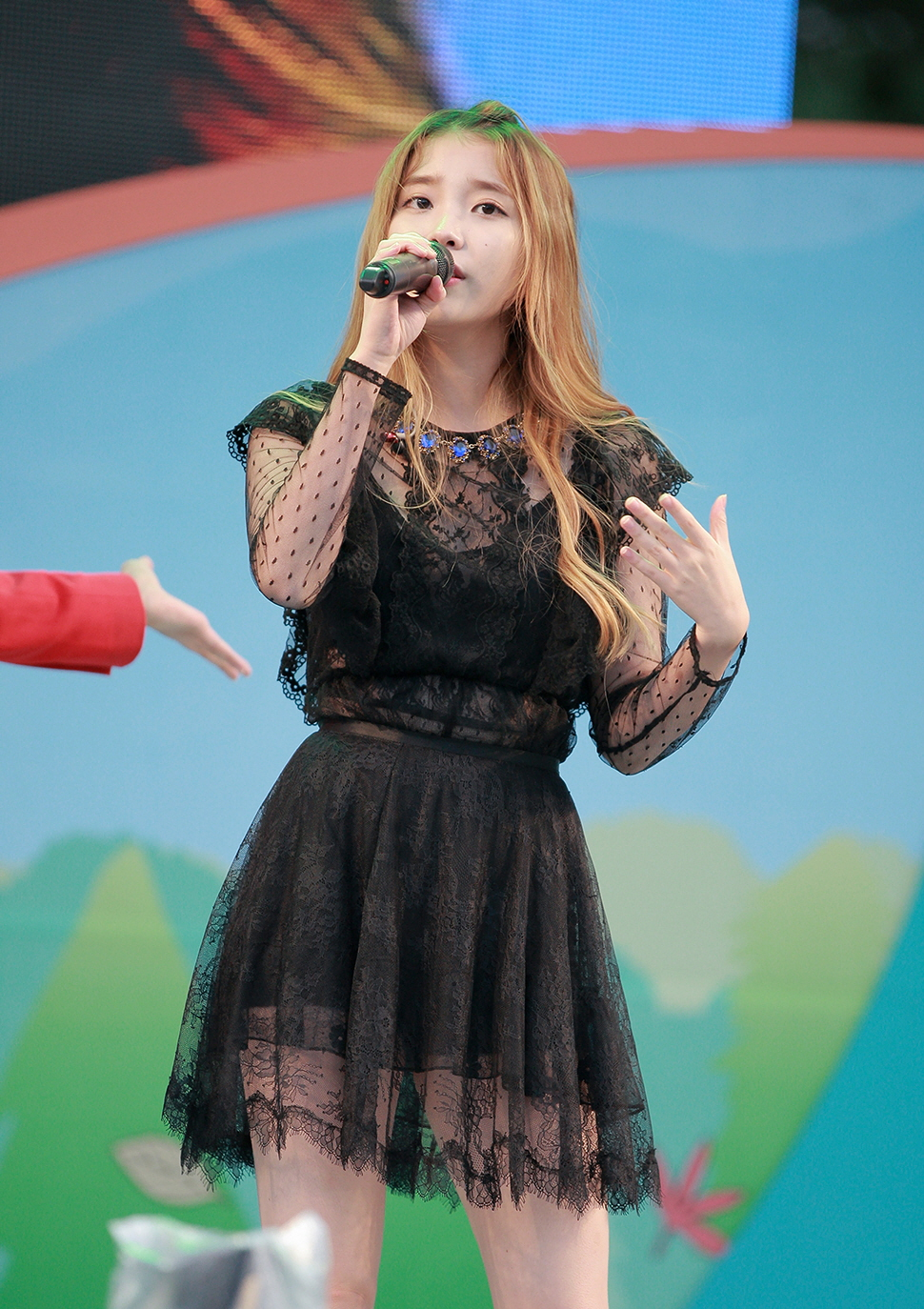
IU si esibisce al Korea Cancer Center Hospital il 16 ottobre 2013.

Quasi due anni dopo l'uscita di Last Fantasy, IU pubblicò il terzo album coreano, Modern Times, l'8 ottobre 2013. L'album fu descritto come "un grande cambiamento delle radici k-pop della giovane cantante" che mostrava "un sound e un'immagine più maturi e sofisticati". IU compose e scrisse due delle tredici tracce, che variano dallo swing al jazz, al bossa nova, al pop latino e ai canti popolari. La diversità degli stili di jazz e la mescolanza delle tracce collaborative furono evidenziate nelle recensioni di Billboard, The Korea Herald e Seoul Beats. Modern Times debuttò primo nella Gaon Album Chart, e sette delle tracce entrarono nella top 10 della Gaon Digital Chart con il brano principale, The Red Shoes (분홍신), al primo posto. Allo stesso modo, l'album debuttò primo nella Billboard World Albums Chart, con dodici tracce nella Korea K-Pop Hot 100.
Nella seconda settimana delle attività promozionali di Modern Times, IU si unì al cast della commedia romantica Yeppeun namja (예쁜남자). Nel serial interpretò l'"eccentrica" e "giocosa" Kim Bo-tong, una ventenne spensierata che ha una cotta non corrisposta per il protagonista maschile dai tempi del liceo. Yeppeun namja andò in onda su KBS2 dal 20 novembre 2013 al 9 gennaio 2014 e registrò ascolti bassi. Per la sua prestazione, IU fu nominata nella categoria "Miglior attrice coreana" ai Seoul International Drama Awards del 2014.
A sostegno di Modern Times, tenne la sua seconda serie di concerti con tre spettacoli che ebbero luogo il 23 e 24 novembre 2013 alla Peace Hall della Kyung Hee University di Seul e il 1º dicembre 2013 alla KBS Hall di Busan. Le promozioni dell'album proseguirono anche nel 2014 con il primo concerto a Hong Kong.
Una nuova versione di Modern Times, intitolata Modern Times - Epilogue, fu pubblicata il 20 dicembre 2013 con due tracce aggiuntive, Friday (금요일에 만나요) e "Pastel Crayon" (크레파스). Friday, composta da IU, in origine doveva essere inclusa in Modern Times, ma fu poi distribuita come singolo principale di Modern Times - Epilogue. Descritto come "un numero mid-tempo, swing-pop acustico", il brano si mantenne al primo posto nella Billboard Korea K-Pop Hot 100 per due settimane dopo l'uscita; anche nella Gaon Digital Chart arrivò primo e diventò il decimo singolo digitale più venduto del 2014. La sua popolarità fu inoltre dimostrata dall'essersi classificato primo contemporaneamente in tutti e tre i principali programmi musicali del paese senza nessuna esibizione live.

### 2014:A Flower Bookmark

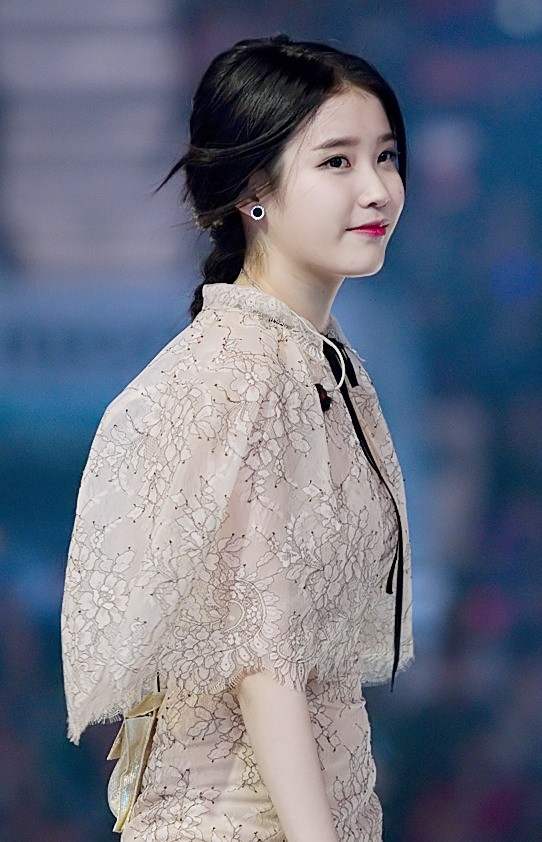
IU ai Melon Music Awards il 13 novembre 2014.

Il 16 maggio 2014, IU pubblicò un nuovo extended play, A Flower Bookmark (꽃갈피), che contiene le interpretazioni di sette tracce molto acclamate negli anni Ottanta e Novanta, i cui generi spaziano dalla ballata alla dance, dal folk al rock. La raccolta nacque su richiesta dei fan e grazie all'eco positiva ricevuta dalla cantante in passato per le sue cover. Tre tracce debuttarono nella top 10 della Gaon Digital Chart nella settimana della pubblicazione, con il brano principale My Old Story (나의 옛날 이야기) giunto infine alla seconda posizione. Fu tuttavia la collaborazione con Kim Chang-wan nel rifacimento della traccia del 1984 The Meaning of You (너의 의미) a diventare il brano più venduto dell'EP e in generale di IU nel 2014. L'extended play fu ben ricevuto dal The Korea Times per fornire "una pausa piacevole e rilassante dalla musica commerciale di oggi", e la cantante fu lodata per le sue reinterpretazioni: "In ogni traccia, IU conserva un attento equilibrio tra i sentimenti originali della canzone e l'alterazione del brano con i propri colori e accordi". Billboard evidenziò Pierrot Smiles at Us (삐에로는 우릴 보고 웃지) come "la melodia più ambiziosa che abbia affrontato", che mette in luce "la sua diversità come cantante". Inoltre, A Flower Bookmark fu elencato al terzo posto nella lista dei miglior album k-pop del 2014 secondo Billboard e fu nominato "Album dell'anno" ai MelOn Music Awards.
Il desiderio di IU di tenere un concerto più intimo e su piccola scala fu realizzato nella sua terza serie di concerti, "Just One Step... That Much More". Gli spettacoli ebbero luogo per otto serate dal 22 maggio al 1º giugno 2014 alla Mary Hall della Sogang University, e tutti i biglietti si esaurirono dopo dieci minuti dalla messa in vendita il 7 maggio 2014. Oltre a suonare la tastiera sul palco per la prima volta, IU si esibì con tutte le sette canzoni di A Flower Bookmark e nuovi arrangiamenti delle proprie canzoni precedenti. I profitti furono donati alle vittime del naufragio del traghetto Sewol.
Due mesi dopo la fine dei concerti, IU si esibì per la prima volta negli Stati Uniti al festival musicale KCON di Los Angeles il 9 e 10 agosto. La cantante fu l'unica donna sul palco durante il primo giorno e, per l'evento, cantò The Red Shoes, You and I, Friday e You Know. Nella recensione dell'evento, il Los Angeles Times scrisse che IU aveva "una presenza scenica vivace, e, come cantante solista femminile, sta rompendo gli schemi per le celebrità k-pop". All'evento parteciparono circa 42.000 persone e IU espresse la sua ansia in un'intervista con Billboard, dicendo: "Divento sempre nervosa quando mi devo esibire a uno spettacolo internazionale... Penso di aver bisogno di studiare l'inglese per la mia prossima visita negli Stati Uniti. È soffocante non essere in grado di comunicare con i fan...".
Durante il 2014, le sue collaborazioni con altri artisti si posizionarono nella top 10 della Gaon Digital Chart: Not Spring, Love, or Cherry Blossoms (봄, 사랑, 벚꽃 말고), il singolo di debutto degli High4 che la vide come paroliera e cantante, arrivò primo, anche nella Billboard Korea K-Pop Hot 100; Anxious Heart (애타는 마음), registrata con Ulala Session nel 2012, ma pubblicata in seguito per rispetto nei confronti della morte del cantante principale del gruppo, fu quarta; Sing for Me (노래 불러줘요), distribuita come parte dell'ottavo album in studio dei GOD, arrivò nona; Sogyeokdong (소격동), scritta da Seo Taiji per il proprio album Quiet Night e cantata da IU nella versione distribuita il 2 ottobre, debuttò alla quarta posizione; infine, When Would It Be (언제쯤이면), duetto con il compagno di etichetta Yoon Hyun-sang per il suo album di debutto Pianoforte, raggiunse il nono posto. Con il raggiungimento del primo posto in classifica nella Billboard Korea K-Pop Hot 100 da parte di Not Spring, Love, or Cherry Blossoms, IU diventò la leader di tutti i tempi della classifica con cinque canzoni giunte prime, e l'artista rimasta più tempo in quella posizione dalla creazione della classifica a settembre 2011.

### 2015-2016:Producer,Chat-ShireeDar-ui yeon-in - Bobogyeongsim ryeo

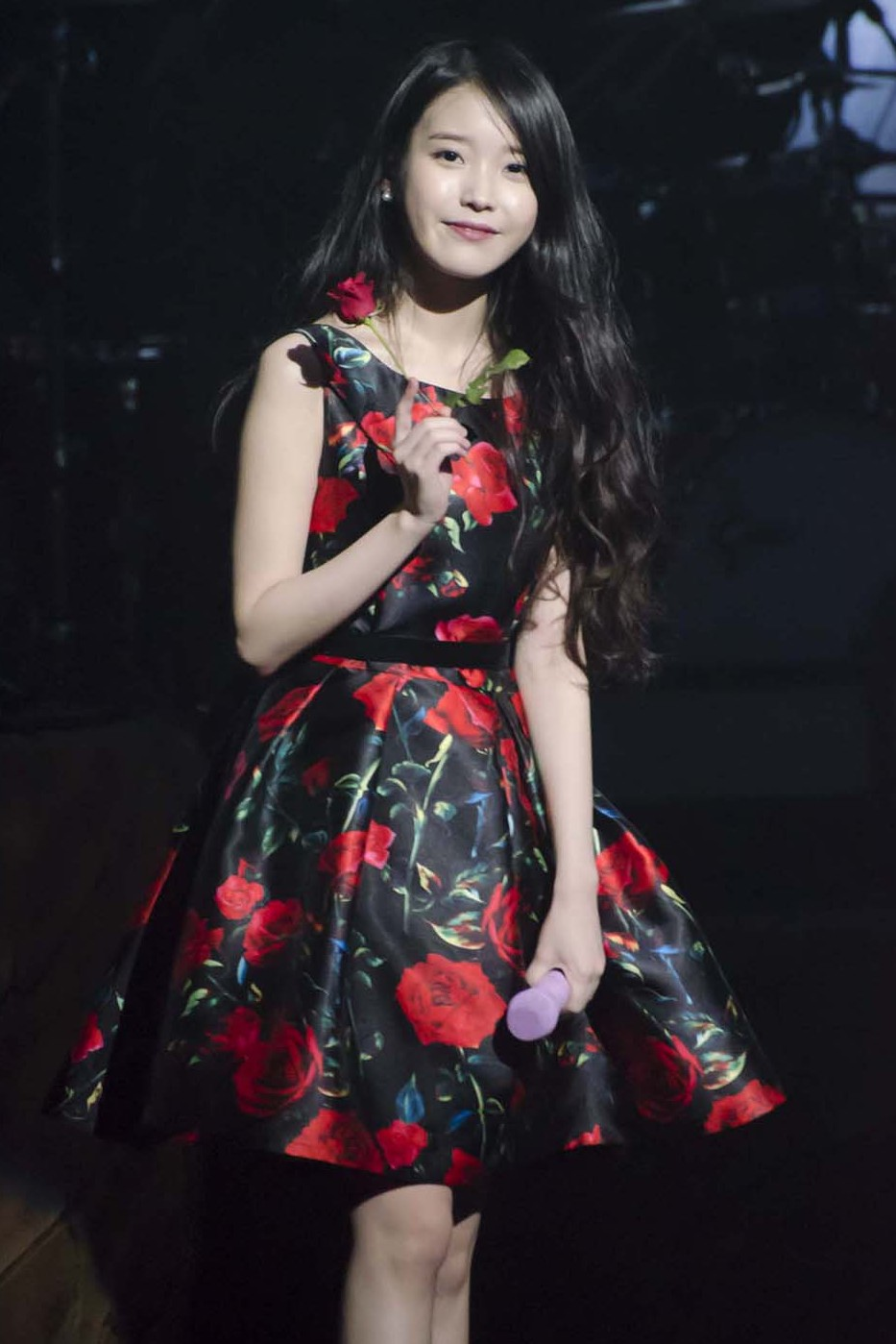
IU durante il concerto di Chat-Shire il 29 novembre 2015.

Nel 2015, due anni dopo il suo ultimo ruolo come attrice, IU comparve insieme a Kim Soo-hyun, Cha Tae-hyun e Gong Hyo-jin in Producer (프로듀사), che fu indicato come uno dei serial televisivi più attesi dell'anno in Corea del Sud, dove interpretò Cindy, una cantante con atteggiamenti da diva che decide di partecipare a un varietà per migliorare la propria immagine pubblica. Analizzando il comportamento gelido del suo personaggio, IU commentò di riuscire a relazionarsi al suo "atteggiamento pungente" e di trovarla molto simile a se stessa. Il serial e la rappresentazione che IU diede di Cindy furono accolti da recensioni tiepide al primo episodio, ma sia gli ascolti, sia la risposta della critica migliorarono durante la messa in onda, e lo share toccò una punta del 17,7% con l'ultimo episodio. Nel corso del serial, la cantante eseguì due canzoni, Twenty Three e Heart (마음), che in seguito furono entrambe incluse nel suo extended play del 2015 dal titolo Chat-Shire. IU scrisse il testo di entrambe le canzoni e compose anche la musica di Heart, che uscì come singolo digitale il 18 maggio, arrivando in vetta alle classifiche appena dopo la pubblicazione e diventando il decimo singolo digitale più venduto in Corea del Sud nel 2015. Attraverso Producer, la popolarità della cantante in Cina aumentò vertiginosamente e ricevette offerte per numerosi progetti nel paese.
Concluso il serial, IU partecipò al festival musicale biennale ospitato dal varietà Muhan dojeon (무한도전, Infinite Challenge), nel quale ogni cantautore partecipante viene messo in coppia con uno dei sei presentatori allo scopo di creare una canzone per il festival; il processo di preparazione e il festival furono mandati in onda nel corso di sette episodi. IU collaborò con Park Myeong-su, con il quale registrò ed eseguì la canzone Leon, ispirata al film Léon. L'evento live si tenne il 13 agosto 2015, attirando una folla stimata di 40.000 persone all'Alpensia Ski Jumping Stadium, e fu mandato in onda il 22 agosto 2015 registrando uno share del 21,1%. In seguito alla trasmissione dell'ultimo episodio, "Leon" fu pubblicata, insieme alle altre canzoni del festival, sia come singolo digitale, sia nell'album ufficiale, classificandosi prima in tutte le classifiche digitali del paese appena uscita.
Il nuovo extended play coreano della cantante, Chat-Shire, fu pubblicato digitalmente il 23 ottobre 2015 e fisicamente il 27. IU affermò un maggior controllo creativo sul disco, scrivendo il testo di tutte e sette le tracce, come anche dei due brani bonus dell'edizione fisica, e componendo la musica di cinque canzoni, o individualmente, o in collaborazione. Fu anche accreditata come produttrice. Il singolo di traino Twenty-Three (스물셋) si piazzò al primo posto delle classifiche appena dopo l'uscita, e diversi altri brani entrarono nella top 10, mentre l'album toccò la quarta posizione nella Billboard World Albums Chart. Billboard descrisse il disco come un lavoro "da sentire", contenente "la musica più personale [di IU] finora", e indicò The Shower (푸르던) come traccia migliore. Anche Seoul Beats mise in luce "la qualità personale" presentata in molte delle tracce, e lodò "la maturità crescente [di IU] come artista" e la sua volontà di sperimentare musicalmente.

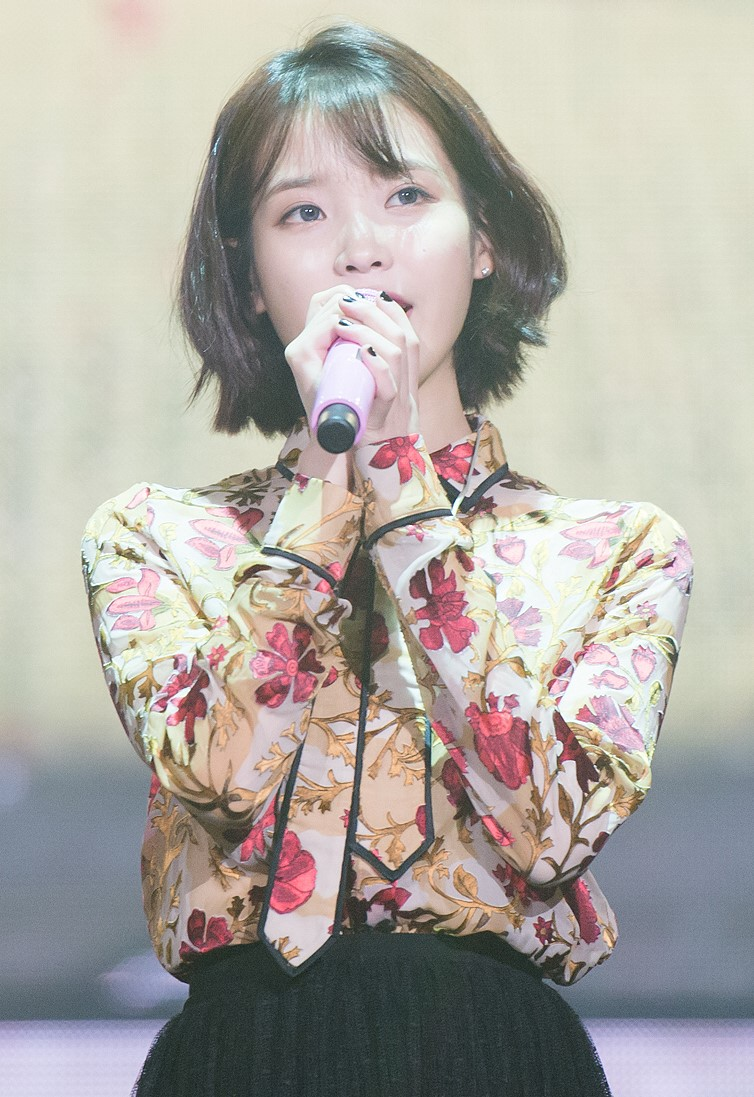
IU al concerto 24 Steps - One, Two, Three, Four il 3 dicembre 2016.

Nonostante le recensioni critiche positive e il successo nelle classifiche musicali, l'EP fu controverso a causa del testo del brano Zezé e dei campionamenti audio usati nella traccia bonus Twenty Three (da non confondere con il brano di traino omonimo). Il 4 novembre, l'editore coreano del romanzo Il mio albero di arance dolci di José Mauro de Vasconcelos, dal quale la cantante aveva preso ispirazione per Zezé, suscitò un dibattito nel mondo dello spettacolo sulla libertà di interpretazione quando rivolse delle critiche ad IU sostenendo che avesse reso il protagonista di cinque anni un "oggetto sessuale"; la cantante espresse le proprie scuse per l'ambiguità delle parole da lei scritte, e pochi giorni dopo anche l'editore ritirò le proprie affermazioni, scusandosi per non essere stato in grado di riconoscere "la diversità di interpretazione" che il comportamento del personaggio poteva causare. Per la traccia bonus Twenty Three, invece, dei campionamenti vocali del brano Gimme More di Britney Spears furono utilizzati presumibilmente senza permesso. Billboard pose Chat-Shire sesto nella lista dei migliori album k-pop del 2015, spiegando che "IU sa come prendere i sound di ieri e aggiornarli a risultati sorprendenti".
Prima della pubblicazione di Chat-Shire, la casa discografica LOEN Entertainment annunciò che IU non avrebbe promosso in televisione l'EP, ma avrebbe invece tenuto un tour nazionale da novembre a dicembre 2015: il tour iniziò a Seul il 21 novembre e continuò a Pusan, Taegu e Gwangju, prima di tornare a Seul e lì concludersi il 31 dicembre. Nel frattempo, la cantante aumentò anche le attività promozionali a Hong Kong, in Cina e a Taiwan, tenendo incontri con i fan in varie città e pubblicando sul mercato taiwanese un album compilation, Smash Hits, l'11 dicembre 2015. Contenente 16 canzoni già uscite in precedenza in Corea del Sud, Smash Hits fu pubblicato da Warner Music Taiwan e arrivò in testa alla classifica k-pop del principale negozio di musica online di Taiwan, KKBOX, nella prima settimana. I biglietti per il concerto nel paese del 10 gennaio 2016 furono tutti venduti in due minuti. Al termine del 2015, presentò il programma musicale di fine anno SBS Gayo Daejeon insieme a Shin Dong-yup, venendo scelta per "essere stata profondamente riconosciuta per il suo talento musicale, andando oltre l'immagine di 'sorellina della Corea del Sud'". Per i suoi successi nel 2015, Ize la indicò tra le persone dell'anno, mentre la rivista GQ Korea le diede il titolo di "Donna dell'anno".
A settembre 2016, IU interpretò la protagonista Hae Soo nel serial Dar-ui yeon-in - Bobogyeongsim ryeo, tratto dal romanzo cinese Bubujingxin, per il quale decise di utilizzare il suo vero nome.

### 2017-2018:Palette,A Flower Bookmark 2eNa-ui ajeossi

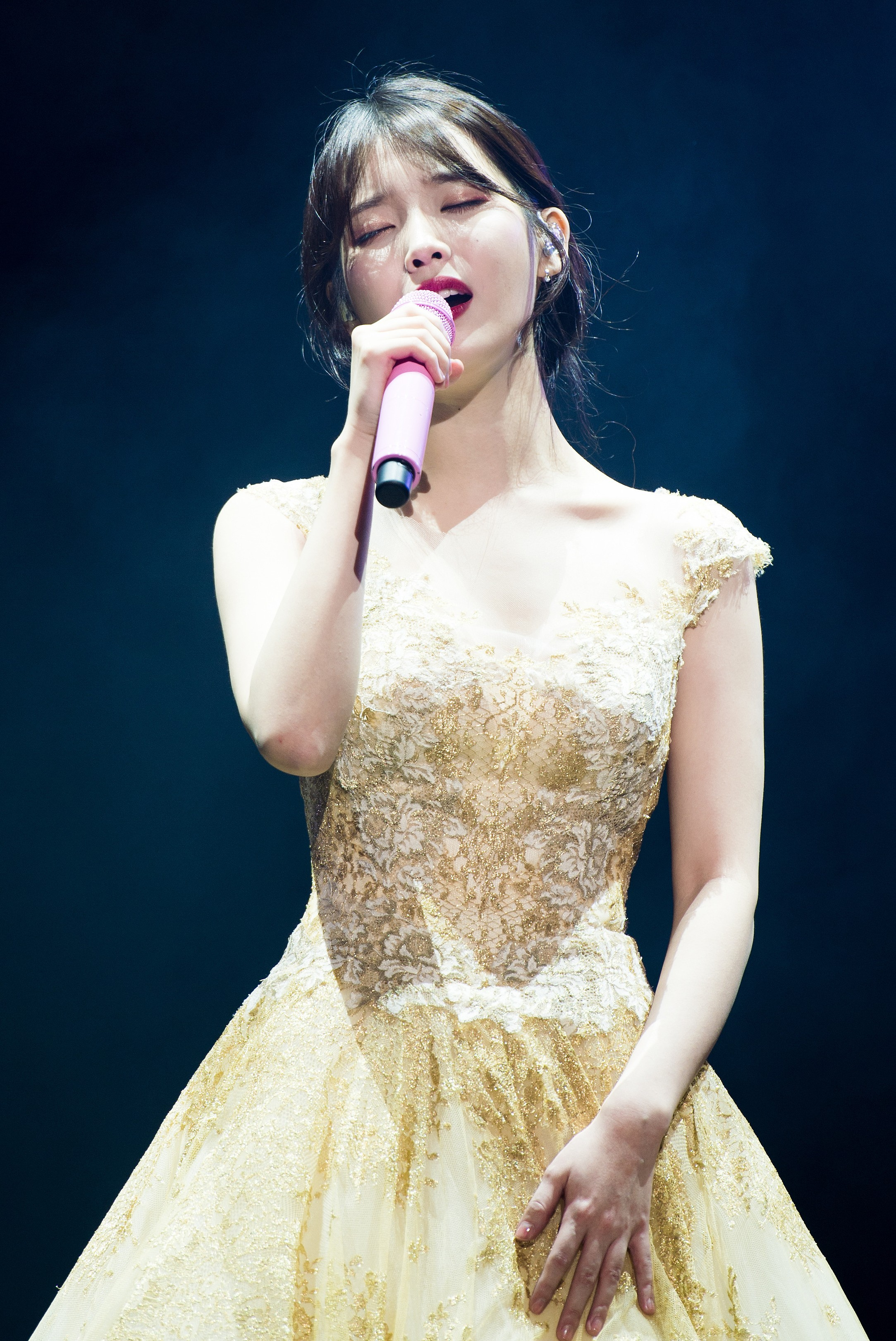
IU al concerto di Palette a Seul il 10 dicembre 2017.

Il 21 aprile 2017 IU pubblicò il suo quarto album in studio, Palette, per il quale fece da paroliera e produttrice principale. Tre canzoni furono pubblicizzate: i singoli Through the Night e Can't Love You Anymore, e il brano principale Palette, nel quale G-Dragon dei Big Bang interpretò il rap. Palette debuttò in vetta alla Billboard World Albums Chart e raggiunse il primo posto nelle classifiche locali sia nelle vendite che nei download. Billboard sottolineò il forte controllo creativo della cantante sull'album, dicendo che permetteva agli ascoltatori di saperne di più su di lei, aprendole la strada a un successo maggiore sia a livello nazionale che internazionale. Palette fu un successo commerciale, e tutte e tre le canzoni principali raggiunsero il primo posto della Gaon Digital Chart, che Palette occupò per due settimane. Fu tuttavia Through the Night la traccia più venduta dell'album e il singolo di maggior successo della cantante per il 2017.
Palette fu anche acclamato dalla critica e ricevette numerosi premi, tra cui "Miglior album pop" ai Korean Music Award, "Album dell'anno" ai Melon Music Award e "Disco dell'anno (Album)" ai Seoul Music Award; IU stessa fu premiata come "Miglior cantante donna" ai Mnet Asian Music Award, oltre a ricevere il premio "Miglior compositore" ai Melon Music Award, "Paroliere dell'anno" ai Circle Chart Music Award e "Produttore dell'anno" per lei e la sua squadra di produzione. Le fu inoltre consegnato il premio "Canzone dell'anno" ai Golden Disc Award per Through the Night. La rivista Billboard pose "Palette" al sesto posto delle migliori canzoni k-pop del 2017, mentre il The New York Times la incluse nella lista "25 canzoni che ci dicono dove stia andando la musica", apprezzando le sue capacità di proiettare autenticità nel k-pop. Inoltre, Billboard indicò Palette come il miglior album k-pop del 2017, motivando con "Un album così impressionante e sonoricamente diverso come Palette dimostra che l'iniezione di esperienze personali di un artista nella sua musica può portare al suo più grande lavoro".
IU pubblicò un secondo EP di cover, A Flower Bookmark 2, il 22 settembre 2017, contenente, come il suo predecessore, interpretazioni di canzoni pubblicate tra gli anni Sessanta e l'inizio del 2000 e di generi come folk, retro, ballata e nu-disco. Fu preceduto dal brano Autumn Morning, diffuso il 18 settembre per il nono anniversario di carriera della cantante, e che giunse primo in tutte e sette le classifiche in tempo reale della Corea del Sud. Nell'EP doveva inizialmente essere inclusa anche la traccia di Kim Kwang-seok With the Heart to Forget You, che fu però rimossa in seguito all'avvio di alcune indagini sulla morte della figlia di Kim. La traccia fu poi pubblicata il 6 gennaio 2018, al 22º anniversario della morte del cantante, con un video musicale. Tra novembre e dicembre 2017, IU visitò diverse città della Corea e anche Hong Kong in un tour promozionale; fece anche un featuring in Love Story dal nono album degli Epik High, We've Done Something Wonderful, in uscita il 23 ottobre. La canzone conseguì un "all-kill perfetto", arrivando prima nelle classifiche giornaliere e in tempo reale di tutti i sei principali siti coreani di musica. Gallup Korea indicò IU come l'artista e l'idol k-pop più popolare del 2017.
A marzo 2018, interpretò Lee Ji-an nel drama di tvN Na-ui ajeossi, che si rivelò un successo di critica e le valse commenti positivi per la sua performance. Collaborò poi con Zico a Soulmate, che fu pubblicato il 23 luglio. Appena uscito, il singolo conseguì un "all-kill perfetto" e giunse primo nella Gaon Digital Chart. Il 10 ottobre pubblicò il singolo "Bbibbi" in occasione del suo decimo anniversario: la canzone superò un milione di ascoltatori sul portale musicale coreano più grande, Melon, nel giro di sedici ore, e in ventitré ore aveva infranto il record di ascoltatori nelle prime 24 ore segnato dal duetto di IU e Park Myung-su Leon del 2015: il record finale fu poi di 1.462.625. Il singolo raggiunse la prima posizione della Gaon Digital Chart e il quinto posto della World Digital Songs Chart di Billboard. La rivista pose "Bbibbi" al numero 87 nella lista delle migliori canzoni del 2018 dicendo "Il singolo non solo commenta l'esperienza di IU nella vita pubblica, ma raddoppia come inno universale di emancipazione in cui si conoscono e riconoscono il proprio valore e i propri diritti personali", e al numero quattro delle 20 migliori canzoni k-pop dell'anno. Il 28 ottobre IU iniziò il suo secondo tour asiatico, IU 10th Anniversary Tour Concert, e due mesi dopo cantò nel brano Fairytale di Kim Dong-ryul, che si classificò quarto nella Gaon Digital Chart.
Nel frattempo, il 18 settembre 2018 pubblicò a Taiwan una seconda raccolta, Smash Hits 2 - The Stories Between U & I, contenente 24 canzoni in coreano.

### 2019-2021:Persona,Hotel Del LunaeDream

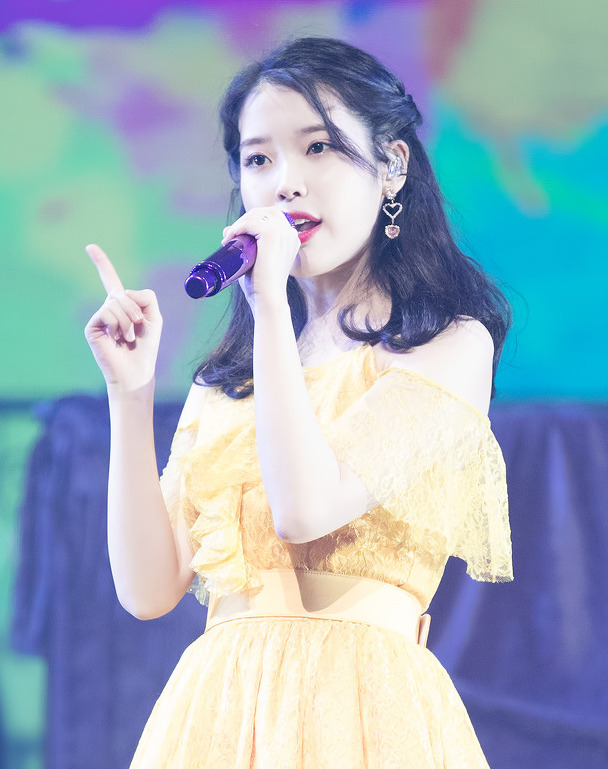
IU in un concerto a Jeju durante il Dlwlrma Tour, 5 gennaio 2019

L'11 aprile 2019, IU debuttò cinematograficamente nella serie antologica di Netflix Persona, formata da quattro corti ispirati alla sua vita e scritti e diretti dai noti registi Lee Kyoung-mi, Yim Pil-sung, Jeon Go-woon e Kim Jong-kwan. A marzo fu confermata nel cast del drama fantasy Hotel Del Luna. Il dramma è u successo fin da subito commerciale, registrando un numero di ascolti piuttosto elevato durante tutta la sua messa in onda. IU avrebbe dovuto pubblicare il suo nono EP Love Poem il 1º novembre 2019, posticipando in seguito l'uscita al 18 novembre a causa della morte della sua cara amica Sulli. Il singolo principale dell'EP, che porta il suo medesimo nome, raggiunse il primo posto della Gaon Digital Chart e il nono posto della Billboard World Digital Song Chart. Il 2 novembre 2019, la cantante ha dato inizio al suo secondo tour continentale, che ha visitato in totale 10 città.
Il 3 gennaio 2020 fu annunciato l'ingresso di IU nel film Dream accanto a Park Seo-joon. Dream è diretto del regista Lee Byeong-heon, che ha realizzato il film di successo Geukan jigeop e il drama di JTBC Melloga Chejil. Il mese seguente pubblica il singolo Give You My Heart, compreso all'interno della colonna sonora ufficiale della commedia romantica Crash Landing on You. Il 19 giugno pubblica la canzone Into the I-LAND, brano di presentazione dell'omonimo reality show. Il 6 dicembre 2020 vince ai Mnet Asian Music Awards 2020 tre titoli: miglior artista femminile, migliore performance solista (Blueming), miglior collaborazione (Eight, con Suga).
Il 9 gennaio 2021 la cantante ha vinto il premio di canzone dell'anno con Blueming alla trentacinquesima edizione dei Golden Disc Award, divenendo la prima solista donna a vincere due premi nella storia della manifestazione. Il 27 dello stesso mese pubblica il brano Celebrity, già preannunciato durante la premiazione dalla stessa cantante, che l'ha descritta come una canzone "con un suono pop rinfrescante e allegro". Il 3 marzo annuncia l'uscita del suo quinto album in studio, Lilac, prevista per il 25 dello stesso mese. L'album ebbe fin da subito un grande successo commerciale, debuttando in cima alla Gaon Album Chart e con tutte le sue tracce all'interno della top 30 della Gaon Digital Chart. Il 19 ottobre pubblica il singolo Strawberry Moon, mentre il 29 dicembre esce Pieces, il suo ottavo EP.

### 2022-2024:Broker,The Winninge primo tour mondiale

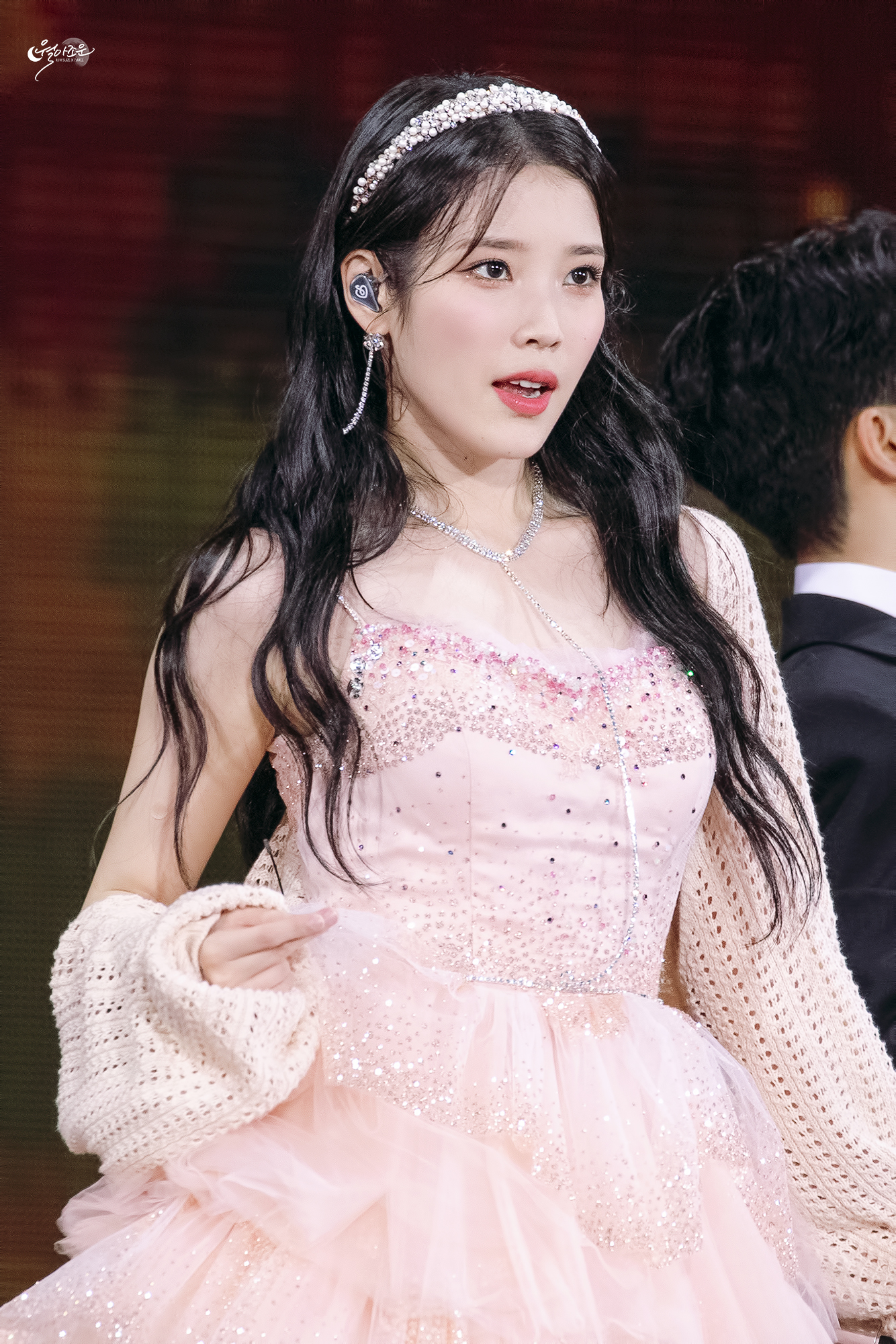
IU durante il The Golden Hour concert a Seul, 18 settembre 2022

Il primo progetto di IU del 2022 è stato Ganadara, un singolo in collaborazione con il rapper Jay Park che ha raggiunto il primo posto sia nella Gaon Digital Chart che della Billboard K-Pop Hot 100. Il primo documentario dedicato all'artista, intitolato Pieces: 29th Winter, sarebbe dovuto uscire il 16 marzo, ma la sua uscita è stata successivamente posticipata al 23 marzo. Il mese successivo ha recitato nel film Le buone stelle - Broker interpretando la parte della madre single So-young, che inizialmente decide di lasciare il suo neonato in un'Incubatrice neonatale, salvo poi cambiare idea cercando di riprenderlo. Il regista Hirokazu Kore'eda ha scelto di ingaggiare IU dopo aver visto la sua interpretazione in My Sister, ritenendo che fosse l'unica attrice in grado di incarnare il personaggio di So-young. Il critico cinematografico Ben Rolph ha elogiato l'interpretazione di IU, affermando che la sua presenza costituisse "l'anima del film". Successivamente, in merito a ciò, riceve una nomination come migliore attrice esordiente alla ventisettesima edizione del Chunsa International Film Festival.  Il 17 e il 18 settembre IU ha organizzato il The Golden Hour: Under the Orange Sun, un concerto tenutosi allo Stadio Olimpico di Seul che l'ha resa la prima artista donna coreana ad esibirsi lì.
Il 4 aprile 2023 la Big Hit Music ha annunciato la seconda collaborazione tra IU e Suga per il singolo People Pt. 2.  La canzone è stata pubblicata ufficialmente il 7 aprile come primo estratto del primo album in studio di Suga, intitolato D-Day. Nello stesso mese recita in Dream, un film prodotto da Lee Byeong-heon. Successivamente, dal 21 luglio al 20 agosto 2023, ha tenuto la mostra di media art "Moment", organizzata alla Galleria Forêt The Seoul Lightium a Seongdong-gu per celebrare i suoi 15 anni di carriera.
Il 24 gennaio 2024 viene pubblicato il singolo Love Wins All, successivamente aggiunto nella lista tracce ufficiale del suo sesto EP, The Winning, pubblicato il successivo 20 febbraio. Ad aprile annuncia il suo tour mondiale, l'HEREH World Tour, che comprendeva tappe in Asia, Nord America ed Europa. Il concerto finale della tournée si è tenuto al Seoul World Cup Stadium nel mese di settembre, che coincide con il suo concerto numero 100 in carriera. A dicembre viene scelta come protagonista del dramma romantico 21st Century Grand Prince's Wife al fianco dell'attore Byeon Woo-seok.

### 2025-presente:Quando la vita ti dà mandarini
Nel marzo 2025, IU ha recitato nella serie televisiva Quando la vita ti dà mandarini dello sceneggiatore Lim Sang-choon al fianco dell'attore Park Bo-gum. La serie ha ottenuto fin da subito un grande successo internazionale, con la recitazione di IU che ha ricevuto ampi consensi dalla critica e dal pubblico. Il 21 aprile, NetEase Cloud Music ha nominato la cantante come l'artista coreana più ascoltata nei 12 anni di storia della piattaforma streaming con oltre 3,9 miliardi di ascolti. Il 27 maggio, IU ha fatto il suo ritorno sulle scene musicali, pubblicando il suo terzo album di cover A Flower Bookmark 3, con l'attore Heo Nam-jun e il cantante-attore Cha Eun-woo che hanno fatto apparizioni speciali nei video musicali per le tracce dell'album Never Ending Story e A Beautiful Person.

## Filantropia
Dal febbraio 2012, IU è ambasciatrice della polizia della Corea del Sud nelle campagne scolastiche anti-bullismo, di cui fu nominata membro onorario nel 2013. Nel 2015 e nel 2018, donò cento milioni di won al fondo per i bambini Ombrello verde, facendo anche del volontariato per l'organizzazione.
Nel 2016, dopo diverse donazioni negli anni precedenti, istituì una borsa di studio nella scuola superiore che aveva frequentato destinata a quattro studenti provenienti da famiglie svantaggiate. Nel 2018 fornì un aiuto finanziario di venti milioni di won a cinque studenti universitari aiutandoli a coprire le spese di vitto e alloggio.

## Contratti commerciali
IU è una delle celebrità che guadagnano di più in Corea del Sud. Nel corso della propria carriera, ha pubblicizzato numerosi prodotti, dall'elettronica, ai vestiti, ai cosmetici. In seguito a diversi singoli consecutivi di successo e a un aumento delle apparizioni televisive nel 2010, la sua popolarità in crescita la portò a firmare il primo contratto commerciale per le caramelle MyChew di Crown Confectionery, oltre che con Crown Bakery e il marchio di moda y'sb. Tra i suoi primi contratti ci furono anche dei videogiochi: fece da VJ per Star for You di MBC Game e da annunciatrice per le introduzioni del giocatore per Global StarCraft II League nel 2010, e aiutò anche a promuovere Global StarCraft II League l'anno seguente esibendosi alle finali. Per la sua "immagine semplice e innocente" fu scelta per pubblicizzare il gioco di ruolo in rete multigiocatore di massa Alicia a novembre 2010, contribuendo anche alla colonna sonora. Nel 2012-2013, IU fece da testimonial e modella all'interno del gioco per Aion: The Tower of Eternity della casa NCsoft. Prese anche parte alle promozioni del gioco della Nexon Dungeon Fighter Online nel 2014.
Poco dopo la pubblicazione di Real a dicembre 2010, IU diventò il volto dei cellulari Samsung Anycall e Samsung Galaxy S II per Samsung Electronics, e la modella per i marchi di moda Unionbay Sportswear e Le Coq Sportif. Apparve anche nelle pubblicità di SK Telecom, il maggior operatore di telefonia mobile del paese, dello yogurt Bulgaris del caseificio Namyang, della compagnia petrolifera S-Oil e della catena di vendita al dettaglio Homeplus. Dal 2011 è il volto della catena di ristoranti fast food Mexicana Chicken. Nel 2012, fece da modella per G by GUESS con Yoo Seung-ho e per le uniformi Elite insieme agli Infinite. Fu anche nominata volto del negozio online di SK Planet, 11st, e apparve nelle campagne pubblicitarie dei cosmetici The Saem e dei prodotti Shin Ramyun e Hoo Roo Rook del marchio di noodles Nongshim. Insieme a Yim Si-wan e Hwang Kwanghee, IU prese parte alla pubblicità in tre parti in stile drama di Samsung Wave 3, intitolata "20, Start of a Wave"; inoltre, fu scelta come ambasciatrice dell'Expo 2012, avente come sede Yeosu.
In seguito all'uscita di A Flower Bookmark a maggio 2014, IU comparve nelle pubblicità della linea di cosmetici cinese Qdsuh e alle campagne promozionali delle cuffie MDR di Sony Korea insieme a You Hee-yeol, continuando a rappresentare il marchio anche nel 2015. A novembre 2014, la casa produttrice di soju HiteJinro la annunciò come portavoce del proprio marchio Chamisul, il cui contratto fu rinnovato a dicembre 2015. Nel 2014-2015, la cantante fece anche da modella per le scarpe Sbenu insieme a Song Jae-rim, e nel 2015 tornò a pubblicizzare Unionbay con Lee Hyun-woo, venendo anche scelta per rappresentare i cosmetici ISOI.
Nel febbraio 2020 viene scelta come nuova ambasciatrice di Gucci in Corea assieme al cantante Kai.

## Discografia
- 2009 – Growing Up
- 2011 – Last Fantasy
- 2013 – Modern Times
- 2017 – Palette
- 2021 – Lilac

## Filmografia

### Cinema
- Real (리얼?, Ri-eolLR), regia di Lee Sa-rang (2017) – cameo
- Le buone stelle - Broker (브로커?, Broker), regia di Hirokazu Kore'eda (2022)
- Dream (드림?, DeurimLR), regia di Lee Byeong-heon (2023)

### Televisione
- Dream High (드림하이?, Deurim ha-iLR) – serial TV, 17 episodi (2011-2012)
- Dorongnyong dosa-wa geurimja jojakdan (도롱뇽도사와 그림자 조작단?) – serial TV, episodio 1x06 (2012)
- Choegoda Lee Soon-shin (최고다 이순신?, Choegoda I Sun-sinLR) – serial TV, 50 episodi (2013)
- Yeppeun namja (예쁜남자?) – serial TV (2013-2014)
- Gijeog-eul (기적을?) – miniserie TV (2013) – cameo
- Producer (프로듀사?, PeurodyusaLR) – serial TV (2015)
- Dar-ui yeon-in - Bobogyeongsim ryeo (달의 연인 - 보보경심 려?) – serial TV (2016)
- Na-ui ajeossi (나의 아저씨?) – serial TV (2018)
- Hotel del Luna (호텔 델루나?) – serial TV (2019)
- Persona – miniserie (2019)
- Quando la vita ti dà mandarini (폭싹 속았수다?) – serie TV (2025)

## Doppiatrici italiane
Nelle versioni in italiano delle opere in cui ha recitato, IU è stata doppiata da:
- Sabrina Bonfitto in Dream High
- Eva Padoan in Persona, Dream, Quando la vita ti dà mandarini
- Joy Saltarelli in Le buone stelle - Broker